# Aleksandar Janković
Aleksandar Janković (in serbo Алексаидар Јанковић?; Belgrado, 6 maggio 1972) è un allenatore di calcio ed ex calciatore jugoslavo, dal 2003 serbo-montenegrino e dal 2006 serbo, di ruolo centrocampista.

## Statistiche da allenatore
Statistiche aggiornate al 5 ottobre 2023. In grassetto le competizioni vinte
| Stagione            | Squadra             | Campionato          | Campionato | Campionato | Campionato | Campionato | Coppe nazionali | Coppe nazionali | Coppe nazionali | Coppe nazionali | Coppe nazionali | Coppe continentali | Coppe continentali | Coppe continentali | Coppe continentali | Coppe continentali | Altre coppe | Altre coppe | Altre coppe | Altre coppe | Altre coppe | Totale | Totale | Totale | Totale | % Vittorie | Piazzamento |
| Stagione            | Squadra             | Comp                | G          | V          | N          | P          | Comp            | G               | V               | N               | P               | Comp               | G                  | V                  | N                  | P                  | Comp        | G           | V           | N           | P           | G      | V      | N      | P      | %          | Piazzamento |
| ------------------- | ------------------- | ------------------- | ---------- | ---------- | ---------- | ---------- | --------------- | --------------- | --------------- | --------------- | --------------- | ------------------ | ------------------ | ------------------ | ------------------ | ------------------ | ----------- | ----------- | ----------- | ----------- | ----------- | ------ | ------ | ------ | ------ | ---------- | ----------- |
| 2007-2008           | Stella Rossa        | SL                  | 33         | 21         | 12         | 0          | CS              | 4               | 2               | 1               | 1               | UCL+CU             | 4+6                | 1+2                | 1+0                | 2+4                | -           | -           | -           | -           | -           | 47     | 26     | 14     | 7      | 55,32      | 2°          |
| apr.-mag. 2009      | Lokeren             | D1                  | 6          | 3          | 0          | 3          | CB              | 0               | 0               | 0               | 0               | -                  | -                  | -                  | -                  | -                  | -           | -           | -           | -           | -           | 6      | 3      | 0      | 3      | 50,00      | Sub, 7°     |
| ago.-ott. 2009      | Lokeren             | D1                  | 11         | 2          | 2          | 7          | CB              | 0               | 0               | 0               | 0               | -                  | -                  | -                  | -                  | -                  | -           | -           | -           | -           | -           | 11     | 2      | 2      | 7      | 18,18      | Eson        |
| Totale Lokeren      | Totale Lokeren      | Totale Lokeren      | 17         | 5          | 2          | 10         |                 | 0               | 0               | 0               | 0               |                    | -                  | -                  | -                  | -                  |             | -           | -           | -           | -           | 17     | 5      | 2      | 10     | 29,41      |             |
| ago. 2012-mar. 2013 | Stella Rossa        | SL                  | 18         | 12         | 0          | 6          | CS              | 3               | 2               | 0               | 1               | UEL                | 2                  | 0                  | 1                  | 1                  | -           | -           | -           | -           | -           | 23     | 14     | 1      | 8      | 60,87      | Sub, Eson   |
| Totale Stella Rossa | Totale Stella Rossa | Totale Stella Rossa | 51         | 33         | 12         | 6          |                 | 7               | 4               | 1               | 2               |                    | 12                 | 3                  | 2                  | 7                  |             | -           | -           | -           | -           | 70     | 40     | 15     | 15     | 57,14      |             |
| 2014-2015           | Malines             | D1                  | 30+10      | 10+7       | 11+1       | 9+2        | CB              | 4               | 2               | 1               | 1               | -                  | -                  | -                  | -                  | -                  | -           | -           | -           | -           | -           | 44     | 19     | 13     | 12     | 43,18      | 8°          |
| 2015-2016           | Malines             | D1                  | 30+6       | 10+2       | 7+1        | 13+3       | CB              | 3               | 2               | 0               | 1               | -                  | -                  | -                  | -                  | -                  | -           | -           | -           | -           | -           | 39     | 14     | 8      | 17     | 35,90      | 10°         |
| ago. 2016           | Malines             | D1                  | 5          | 2          | 2          | 1          | CB              | 0               | 0               | 0               | 0               | -                  | -                  | -                  | -                  | -                  | -           | -           | -           | -           | -           | 5      | 2      | 2      | 1      | 40,00      | Dim         |
| 2016-apr. 2017      | Standard Liegi      | D1                  | 25+3       | 8          | 10+2       | 7+1        | CB              | 1               | 0               | 0               | 1               | UEL                | 6                  | 1                  | 4                  | 1                  | -           | -           | -           | -           | -           | 35     | 9      | 16     | 10     | 25,71      | Sub, Eson   |
| nov. 2017-gen. 2018 | Malines             | D1                  | 10         | 3          | 1          | 6          | CB              | 1               | 0               | 1               | 0               | -                  | -                  | -                  | -                  | -                  | -           | -           | -           | -           | -           | 11     | 3      | 2      | 6      | 27,27      | Sub, Eson   |
| Totale Malines      | Totale Malines      | Totale Malines      | 75+16      | 25+9       | 21+2       | 29+5       |                 | 8               | 4               | 2               | 2               |                    | -                  | -                  | -                  | -                  |             | -           | -           | -           | -           | 99     | 38     | 25     | 36     | 38,38      |             |
| Totale carriera     | Totale carriera     | Totale carriera     | 187        | 80         | 49         | 58         |                 | 16              | 8               | 3               | 5               |                    | 18                 | 4                  | 6                  | 8                  |             | -           | -           | -           | -           | 221    | 92     | 58     | 71     | 41,63      |             |

### Nazionale cinese nel dettaglio
Statistiche aggiornate al 1º gennaio 2024.
| lug. 2022   | Cina        | Coppa Asia Or. 2022 | 3º              | 3  | 1 | 1 | 1 | 33,33 | 1  | 3  | -2 |
| nov. 2023   | Cina        | Qual. Mondiale 2026 |                 | 2  | 1 | 0 | 1 | 50,00 | 2  | 4  | -2 |
| 2024        | Cina        | Coppa d'Asia 2023   | 3° nel gruppo A | 3  | 0 | 2 | 1 | &0,00 | 0  | 1  | -1 |
| Dal 2023    | Cina        | Amichevoli          |                 | 10 | 3 | 2 | 5 | 30,00 | 12 | 10 | +2 |
| Totale Cina | Totale Cina | Totale Cina         | Totale Cina     | 18 | 5 | 5 | 8 | 27,78 | 15 | 18 | -3 |

### Panchine da commissario tecnico della nazionale cinese
| Cronologia completa delle presenze e delle reti in nazionale ― Cina | Cronologia completa delle presenze e delle reti in nazionale ― Cina | Cronologia completa delle presenze e delle reti in nazionale ― Cina | Cronologia completa delle presenze e delle reti in nazionale ― Cina | Cronologia completa delle presenze e delle reti in nazionale ― Cina | Cronologia completa delle presenze e delle reti in nazionale ― Cina | Cronologia completa delle presenze e delle reti in nazionale ― Cina | Cronologia completa delle presenze e delle reti in nazionale ― Cina |
| Data                                                                | Città                                                               | In casa                                                             | Risultato                                                           | Ospiti                                                              | Competizione                                                        | Reti                                                                | Note                                                                |
| ------------------------------------------------------------------- | ------------------------------------------------------------------- | ------------------------------------------------------------------- | ------------------------------------------------------------------- | ------------------------------------------------------------------- | ------------------------------------------------------------------- | ------------------------------------------------------------------- | ------------------------------------------------------------------- |
| 20-7-2022                                                           | Toyota                                                              | Cina                                                                | 0 – 3                                                               | Corea del Sud                                                       | Coppa dell'Asia orientale 2022                                      | -                                                                   | Cap: Z.Chenjie                                                      |
| 24-7-2022                                                           | Toyota                                                              | Giappone                                                            | 0 – 0                                                               | Cina                                                                | Coppa dell'Asia orientale 2022                                      | -                                                                   | Cap: Z.Chenjie                                                      |
| 27-7-2022                                                           | Toyota                                                              | Cina                                                                | 1 – 0                                                               | Hong Kong                                                           | Coppa dell'Asia orientale 2022                                      | Tan Long                                                            | Cap: Z.Chenjie                                                      |
| 23-3-2023                                                           | Auckland                                                            | Nuova Zelanda                                                       | 0 – 0                                                               | Cina                                                                | Amichevole                                                          | -                                                                   | Cap: W.Lei                                                          |
| 26-3-2023                                                           | Wellington                                                          | Nuova Zelanda                                                       | 2 – 1                                                               | Cina                                                                | Amichevole                                                          | Ba Dun                                                              | Cap: W.Xi                                                           |
| 16-6-2023                                                           | Dalian                                                              | Cina                                                                | 4 – 0                                                               | Birmania                                                            | Amichevole                                                          | Elkeson Lin Liangming 2 Wu Lei                                      | Cap: Z.Linpeng                                                      |
| 20-6-2023                                                           | Dalian                                                              | Cina                                                                | 2 – 0                                                               | Palestina                                                           | Amichevole                                                          | Wu Lei Tyias Browning                                               | Cap: Z.Linpeng                                                      |
| 9-9-2023                                                            | Chengdu                                                             | Cina                                                                | 1 – 1                                                               | Malaysia                                                            | Amichevole                                                          | Lin Liangming                                                       | Cap: W.Xi                                                           |
| 12-9-2023                                                           | Chengdu                                                             | Cina                                                                | 0 – 1                                                               | Siria                                                               | Amichevole                                                          | -                                                                   | Cap: Z.Linpeng                                                      |
| 10-10-2023                                                          | Dalian                                                              | Cina                                                                | 2 – 0                                                               | Vietnam                                                             | Amichevole                                                          | Wang Qiuming Wu Lei                                                 | Cap: W.Xi                                                           |
| 16-10-2023                                                          | Dalian                                                              | Cina                                                                | 1 – 2                                                               | Uzbekistan                                                          | Amichevole                                                          | Wei Shihao                                                          | Cap: W.Lei                                                          |
| 16-11-2023                                                          | Bangkok                                                             | Thailandia                                                          | 1 – 2                                                               | Cina                                                                | Qual. Mondiali 2026                                                 | Wu Lei Wang Shangyuan                                               | Cap: W.Xi                                                           |
| 21-11-2023                                                          | Shenzen                                                             | Cina                                                                | 0 – 3                                                               | Corea del Sud                                                       | Qual. Mondiali 2026                                                 | -                                                                   | Cap: Z.Linpeng                                                      |
| 29-12-2023                                                          | Abu Dhabi                                                           | Cina                                                                | 0 – 2                                                               | Oman                                                                | Amichevole                                                          | -                                                                   | Cap: Z.Linpeng                                                      |
| 1-1-2024                                                            | Abu Dhabi                                                           | Cina                                                                | 1 – 2                                                               | Hong Kong                                                           | Amichevole                                                          | Tan Long                                                            | Cap: W.Xi                                                           |
| 13-1-2024                                                           | Doha                                                                | Cina                                                                | 0 – 0                                                               | Tagikistan                                                          | Coppa d'Asia 2023 - 1º turno                                        | -                                                                   | Cap: Z.Linpeng                                                      |
| 17-1-2024                                                           | Doha                                                                | Libano                                                              | 0 – 0                                                               | Cina                                                                | Coppa d'Asia 2023 - 1º turno                                        | -                                                                   | Cap: Z.Linpeng                                                      |
| 22-1-2024                                                           | Doha                                                                | Qatar                                                               | 1 – 0                                                               | Cina                                                                | Coppa d'Asia 2023 - 1º turno                                        | -                                                                   | Cap: W.Xi                                                           |
| Totale                                                              |                                                                     | Presenze                                                            | 18                                                                  |                                                                     | Reti                                                                | 15                                                                  |                                                                     |

## Palmarès

### Giocatore

#### Competizioni nazionali
- Campionato jugoslavo: 1

Stella Rossa: 1990-1991